# Молния (пароход, 1826)
«Молния» — колёсный пароход Черноморского флота Российской империи. 

## Описание парохода
Колёсный деревянный пароход, водоизмещением 493 тонны. Был построен из дубового и частично соснового леса. Длина парохода составляла 37,8 метра, ширина по сведениям из различных источников составляла от 8,8 до 8,84 метра, осадка — от 2,29 до 2,7 метра. На пароходе были установлены и две паровых машины Ижорского завода обшей мощностью 80 номинальных л. с. Скорость парохода достигала 5,5 узлов.

## История
Пароход был заложен в Николаевском адмиралтействе 28 июля 1825 года. Строительство вёл корабельный инженер И. С. Разумов. После спуска на воду 26 мая 1826 года вошёл в состав Черноморского флота России.
В 1839 году пароход «Молния» был переоборудован в плашкоут, а в 1843 году разобран.